# Lärmstange
Lärmstange (2686 m n. m.) je hora v pohoří Zillertalské Alpy v Rakousku. Nachází se ve spolkové zemi Tyrolsko nad ledovcovým skiareálem Hintertux. Na severním hřebeni pod vlastním vrcholem stojí kovový kříž.

## Výstupy
Normální cesta pro turisty vede po neznačené horské stezce od sedla Kaserer Schartl (skalní obtížnost 1 UIAA).
Horolezecké výstupy vedou Severní hranou (skalní obtížnost 4+ UIAA) a Východní stěnou (skalní obtížnost 7+ UIAA).

## Galerie

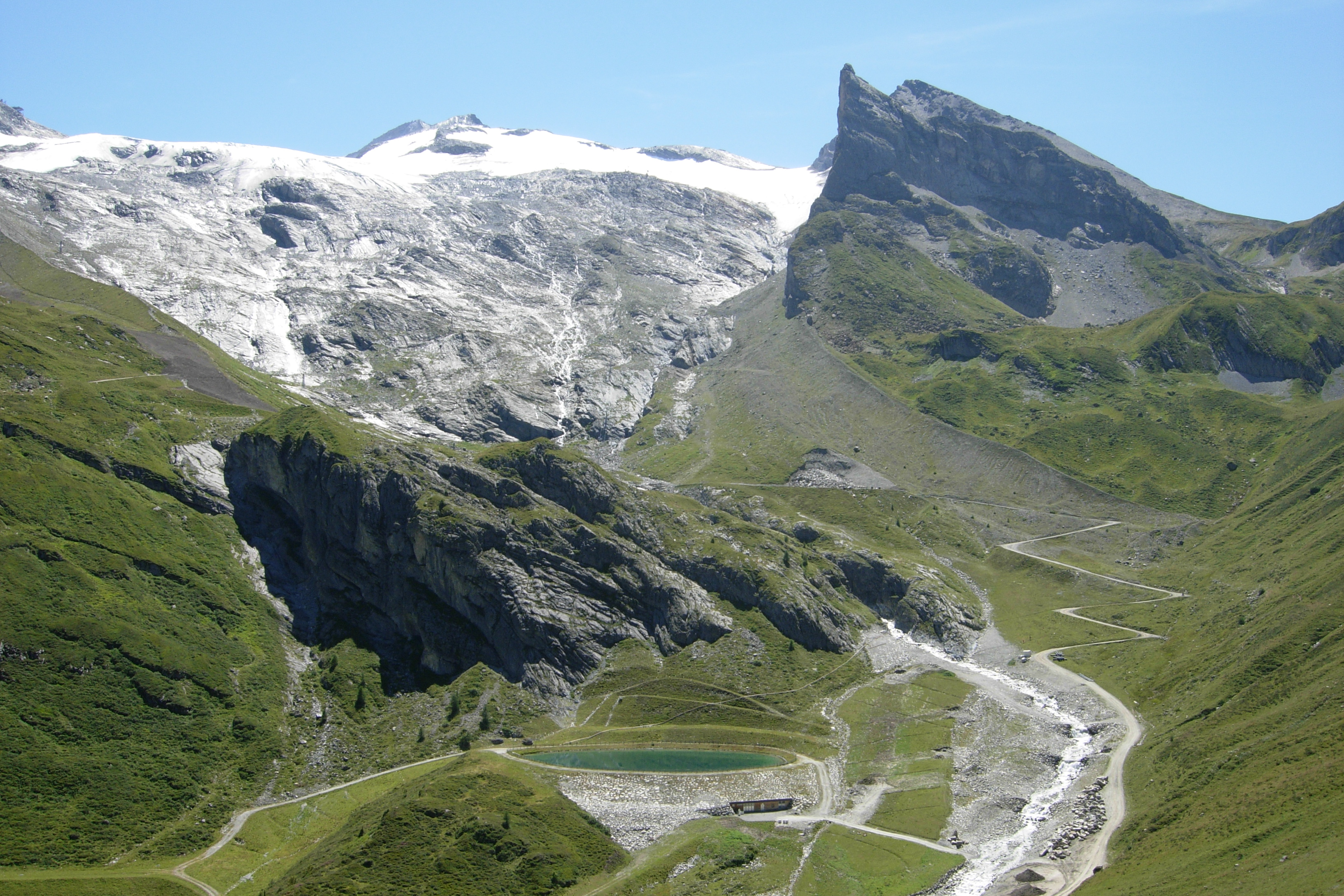
Hintertuxský ledovec v létě
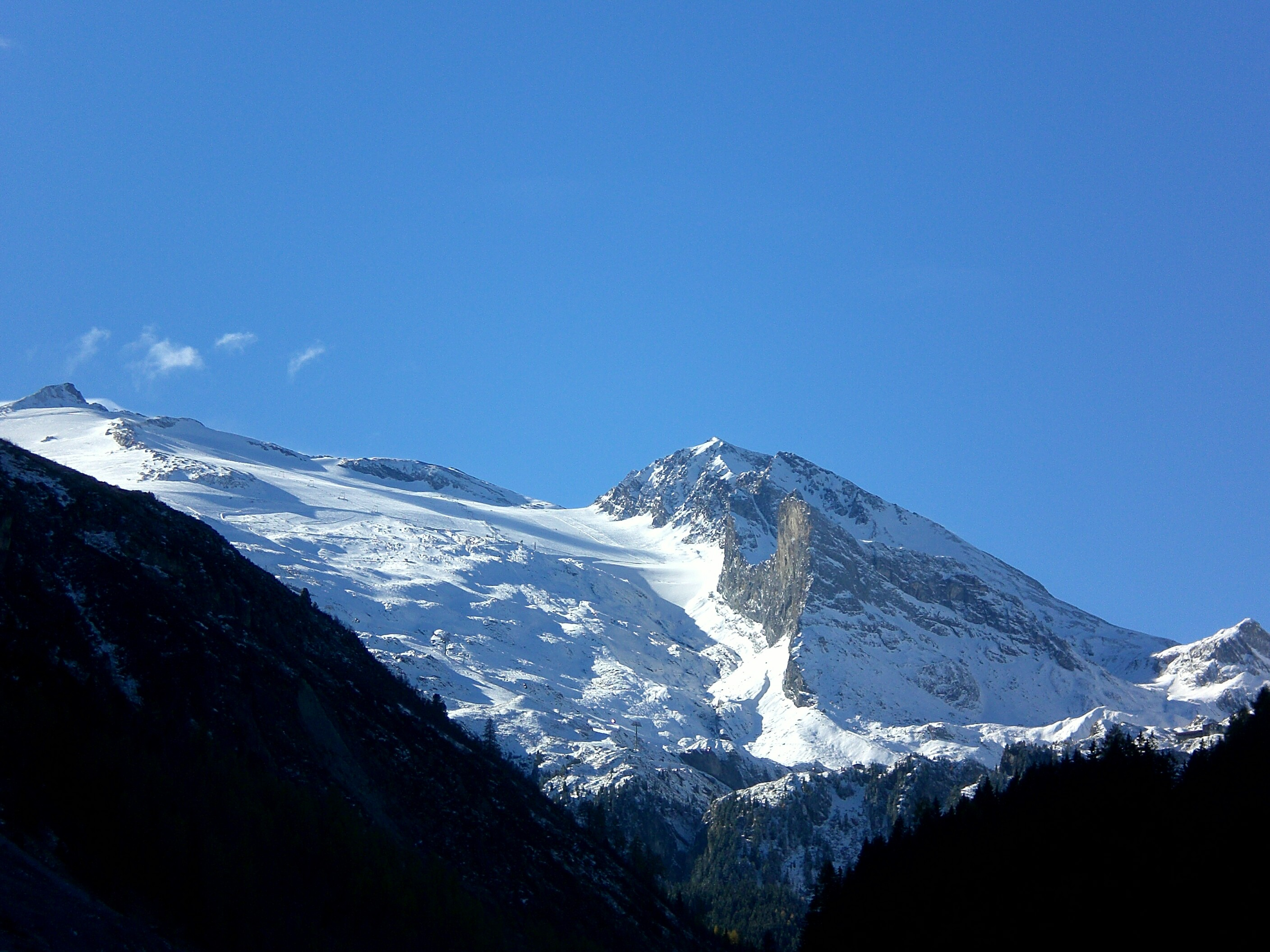
Hintertuxský ledovec v zimě
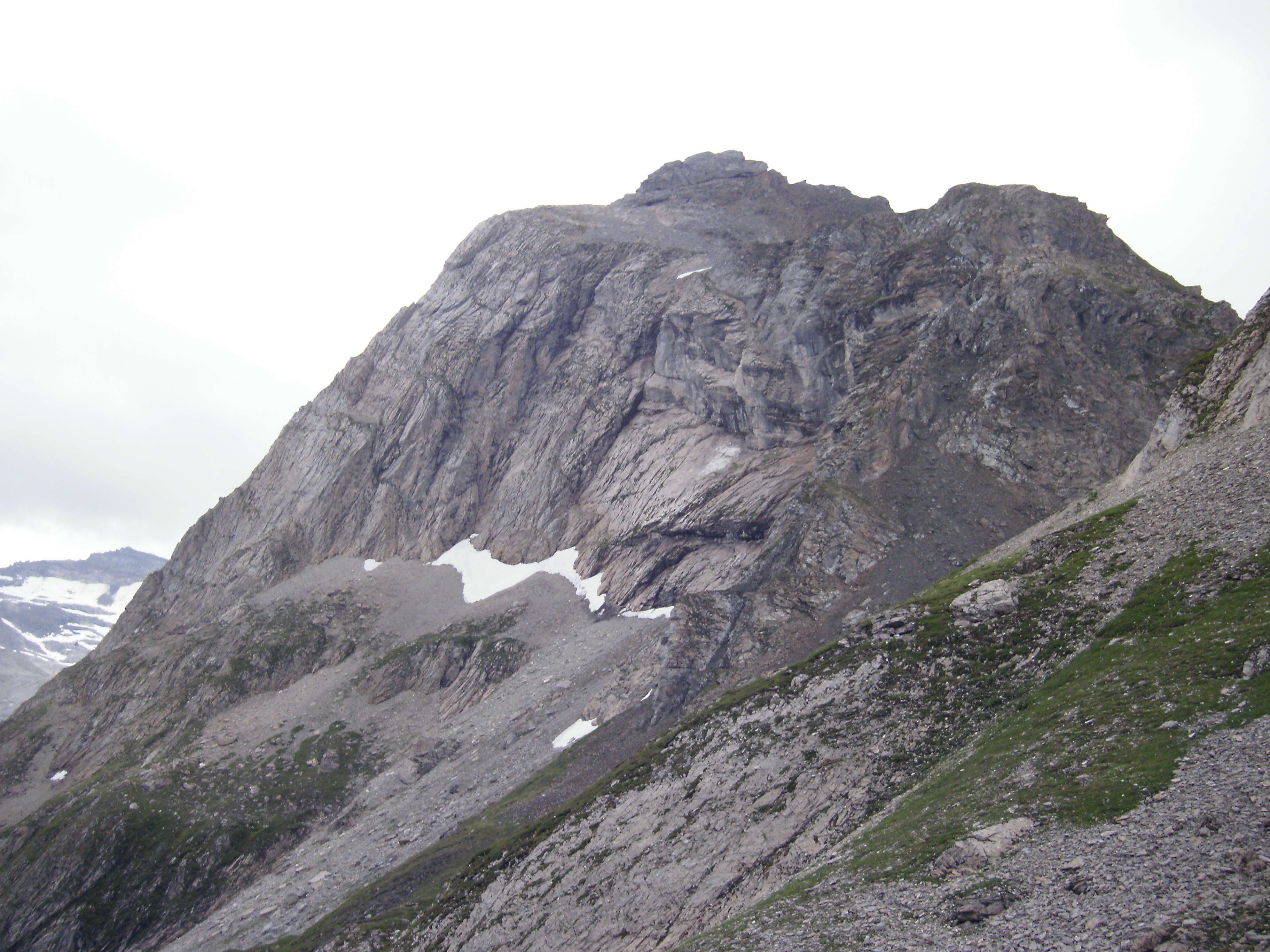
Lärmstange od severu
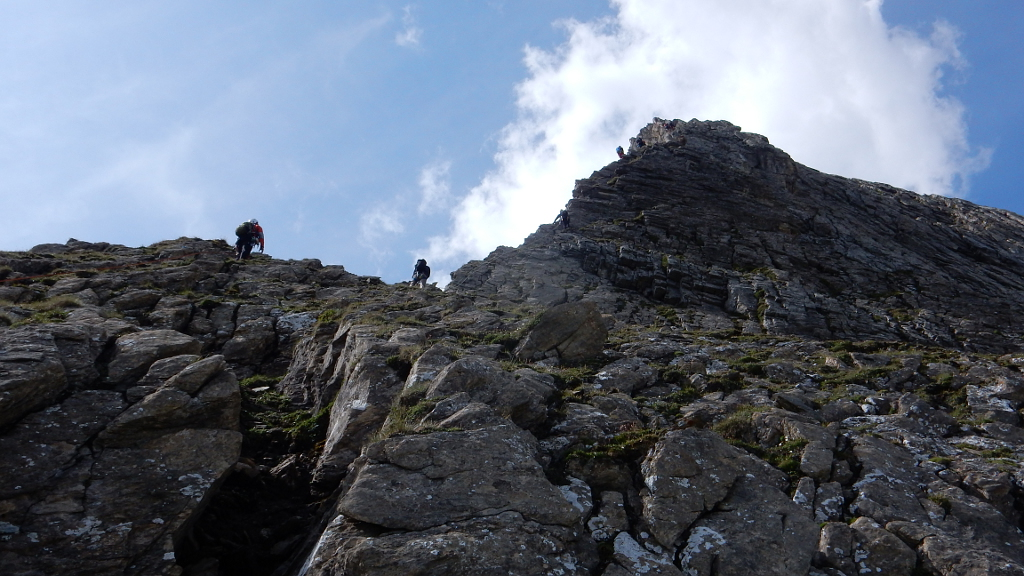
Horolezecký výstup severní hranou